# Aremfoxia ferra
Aremfoxia ferra är en fjärilsart som beskrevs av Richard Haensch 1909. Aremfoxia ferra ingår i släktet Aremfoxia och familjen praktfjärilar. Inga underarter finns listade i Catalogue of Life.